# Kerneels Breytenbach
Kerneels Breytenbach (Johannesburg, 1952) is een Zuid-Afrikaans schrijver en journalist. 
Hij studeerde aan de Universiteit van Stellenbosch. Voordat hij uitgever werd bij Human en Rousseau in Kaapstad was hij journalist bij de Zuid-Afrikaanse kranten Beeld en Die Burger.
Als schrijver debuteerde Breytenbach in 1992 met een bundel korte verhalen: Morsdood van die honger. 
In deze bundel wordt op satirische wijze verslag gedaan van hedendaagse gebeurtenissen. 
In 1993 volgde de roman Glimlag.